# Arnstein, Sachsen-Anhalt
Arnstein är en  stad i Landkreis Mansfeld-Südharz i Sachsen-Anhalt i Tyskland. Kommunen bildades 1 januari 2010 genom sammanslagning av de dåvarande kommunerna Alterode, Bräunrode, Greifenhagen, Harkerode, Quenstedt, Sandersleben, Stangerode, Sylda, Ulzigerode och Welbsleben.